# Muzeum Kultury Ludowej w Osieku nad Notecią

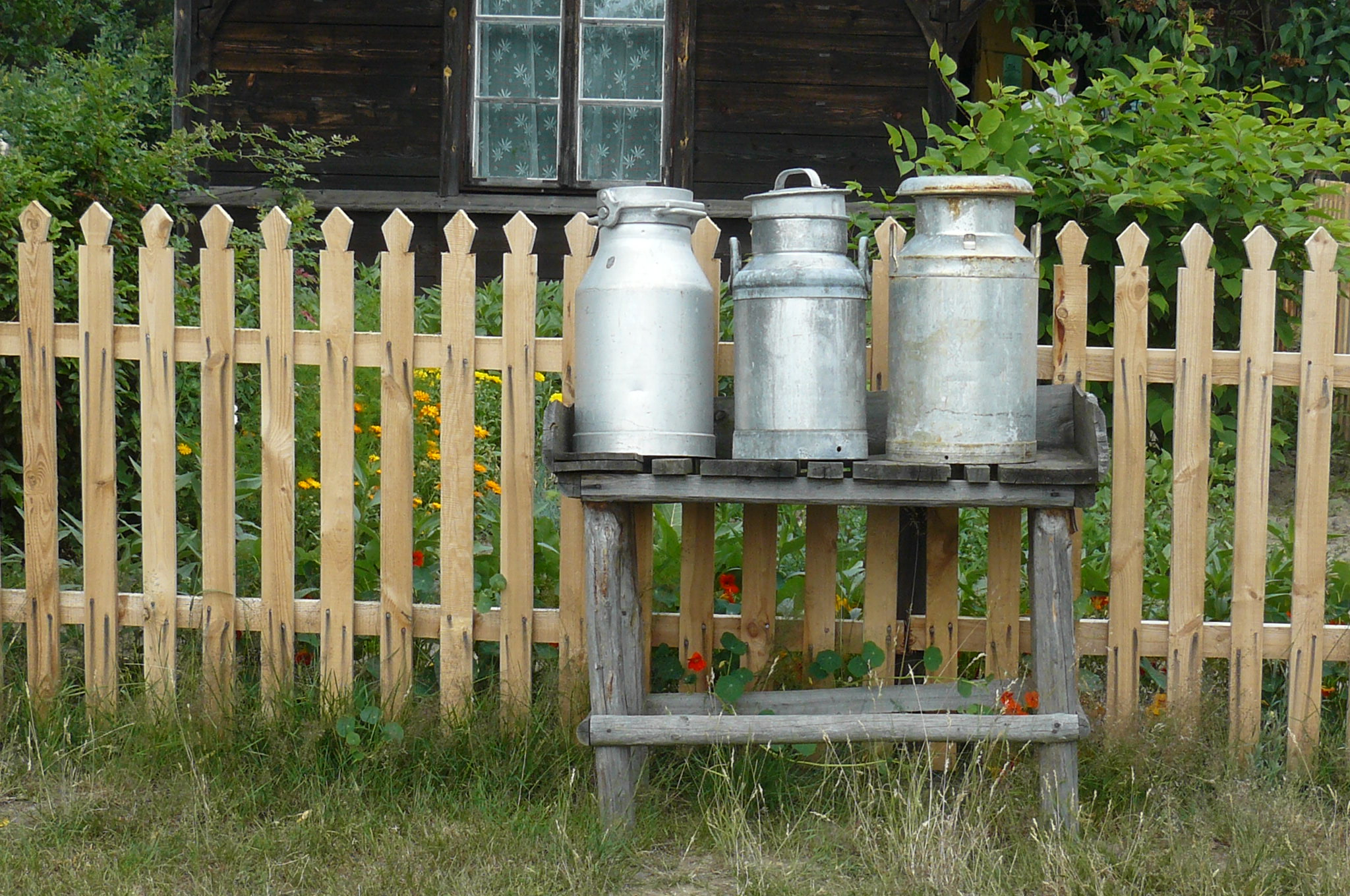
Fragment jednej z zagród

Muzeum Kultury Ludowej w Osieku nad Notecią, Oddział Muzeum Okręgowego w Pile – skansen w Polsce, prezentuje kulturę ludową północnej Wielkopolski. W ekspozycji znajduje się 28 obiektów. Park etnograficzny zajmuje powierzchnię 13 ha.
Muzeum Kultury Ludowej w Osieku obejmuje swoją działalnością północną część Wielkopolski. Gromadzi muzealia i obiekty architektury wiejskiej z terenu Krajny, Pałuk i Puszczy Noteckiej. Na terenie muzeum funkcjonuje także stała ekspozycja archeologiczna. To od niej rozpoczęła się historia muzeum. W 1972 roku przypadkowo odkopano na terenie, gdzie obecnie usytuowany jest skansen, wielokomorowy grób skrzynkowy z kilkunastoma popielnicami. Rozpoczęte potem prace wykopaliskowe, odsłoniły pochówki ciałopalne od wczesnej epoki żelaza do czasów wpływów rzymskich. W czasie badań, które trwały od 1972 do 1977 r. odkryto ogółem 581 pochówków, naczynia gliniane, stosy ciałopalne wyłożone warstwą kamieni, pojedyncze narzędzia, broń i ozdoby z brązu. W chwili obecnej, obiekty odkryte podczas eksploracji udostępnione są w pawilonach archeologicznych, stanowiących integralną część osieckiego muzeum.

## Obiekty na terenie Muzeum
- Drewniany dom mieszkalny z Lipki, 1843 r. (obecnie budynek administracyjny)
- Kapliczka słupowa św. Jana Nepomucena
- Remiza strażacka z Błękwitu, pocz. XX w.
- Dwuobiektowa zagroda z Marylina, w tym drewniana stodoła z 3. ćw. XVIII w.
- Tartak z Wyrzyska, pocz. XX w.
- Chałupa z Głubczyna, k. XVIII w., konstrukcji ryglowej z narożnym podcieniem
- Rekonstrukcja drewnianej chałupy zrębowej z Przytarni z podcieniem szczytowym z przełomu XVIII i XIX w.
- Chałupa podcieniowa z budynkiem inwentarskim z Dźwierszna Wielkiego, przełom XVIII i XIX w.
- Piwnica ziemna
- Kuźnia z Kamiennika
- Studnia z żurawiem
- Chałupa z Dźwierszna Wielkiego, datowana na 1828 r., konstrukcji szkieletowej
- Stodoła z Dźwierszna Wielkiego, XIX w.
- Piec chlebowy ogólnowiejski
- Kapliczka słupowa – Chrystus Frasobliwy
- Pasieka uli figuralnych
- Chałupa z Przysieczyna, poł. XVIII w.
- Zagroda z Dzierżążna Wielkiego: chałupa konstrukcji szkieletowej z 1834 r. i stodoła z XIX w.
- Zagroda z Czajcza, lata 30. XX w.
- Kapliczka murowana Matki Bożej w Koronie
- Wiatrak „koźlak” z Chojny, 1865 r.
- Wiatrak „paltrak” z Żelic, 2. poł. XIX w.
- Wiatrak „holender” z Gromadna, 1897 r.
- Chałupa z Kałądka, 1 poł. XIX w.
- Chałupa z Kościerzyna Wielkiego, k. XVIII w., obecnie kawiarnia
- Ekspozycja archeologiczna
- Kopia kościoła z Lasek Wałeckich, XVIII w.
- Chałupa gliniana z Kruszek, k. XIX w.